# Star-Spangled Banner National Historic Trail
Le Star-Spangled Banner Trail est un sentier de randonnée américain reliant le Maryland à la Virginie en passant par Washington. Il est classé National Historic Trail depuis 2008.
Le sentier commémore la campagne de Chesapeake pendant la guerre anglo-américaine de 1812. Ce sentier de 290 milles (467 km) a été nommé d'après The Star-Spangled Banner, l'hymne national des États-Unis. Le sentier s'étend de l'île de Tangier, en Virginie, à la baie de Chesapeake au sud du Maryland.